# Beskæftigelsesvejleder
En beskæftigelsesvejleder arbejder med at aktivere især ældre og syge ved at formidle og igangsætte kulturtilbud og aktiviteter ud fra brugernes behov, interesser og resurser. Formålet er foruden aktiveringen af den ældre/patienten også forebyggelse.
Beskæftigelsesvejledere arbejder typisk på plejehjem, i institutioner og på hospitaler.
Beskæftigelsesvejlederuddannelsen, der var 1-årig, blev nedlagt i 1990 sammen med uddannelserne til hjemmehjælper, sygehjælper, plejer og plejehjemsassistent. Uddannelserne erstattedes af uddannelserne til social- og sundhedshjælper og den 1 1/2-årige overbygning til social- og sundhedsassistent.